# Herman Armour Webster
Pour les articles homonymes, voir Webster.
Herman Armour Webster, né le 6 avril 1878 à New York et mort le 9 mars 1970, est un artiste peintre, lithographe et graveur américain.

## Biographie

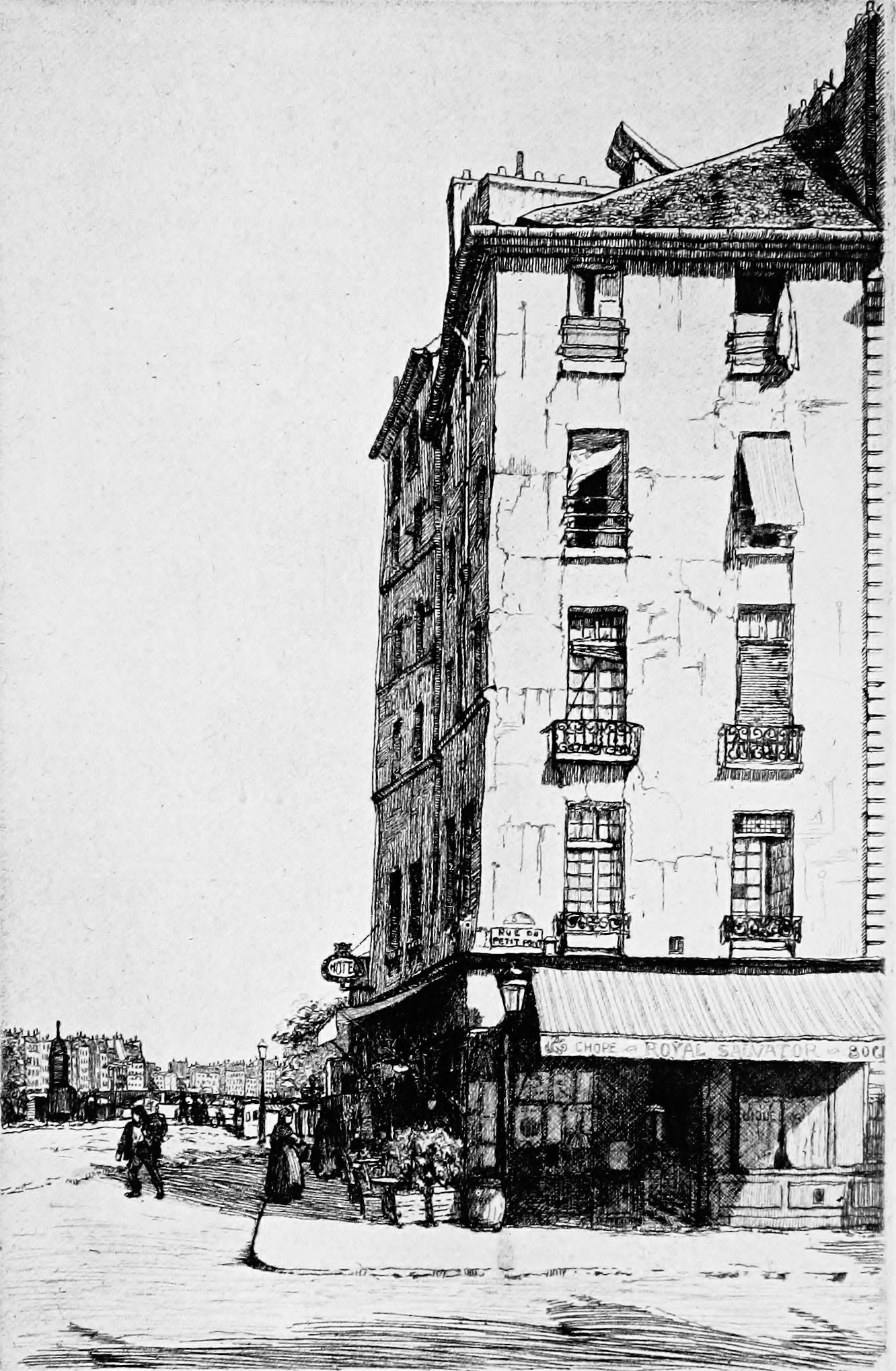
Sur le quai de Montebello (1913).

Herman Armour Webster naît à New York le 6 avril 1878. Son père, George Huntington Webster, est associé dans la division new-yorkaise des intérêts commerciaux Armour de Chicago et c'est en signe de reconnaissance et de respect qu'il donne à son enfant le nom de ses bienfaiteurs. La famille déménage à Chicago, où Herman Webster a grandi, après quoi il retourne dans l'Est pour fréquenter l'école St. Paul à Concord, dans le New Hampshire. Ensuite, il fréquente la Sheffield Scientific School de l'Université de Yale, classe 1900, où il édite et contribue aux illustrations du magazine humoristique du campus The Yale Record. Après avoir obtenu son diplôme, il embarque pour l'Europe afin d'assister à l'Exposition universelle de 1900 à Paris.
À Paris, il suit des cours d'art auprès de l’affichiste Alfons Mucha. Au cours des deux années suivantes, Webster réside à Paris et fait face à une crise de fièvre typhoïde à Berlin, il parcourt les steppes russes avec le Transsibérien, perce les mystères de l'Orient lors de ses visites à Pékin, Nagasaki, Yokohama et Tokyo et finalement rentre aux États-Unis par l’océan Pacifique. Il arrive à Chicago juste avant Noël 1901 et révèle à sa famille son désir de poursuivre la vie d'artiste à Paris. La famille de Webster est opposée à son choix de carrière. Webster, cependant, revient à Paris en 1904, après avoir passé deux ans sans succès à poursuivre une carrière dans les affaires en Amérique, sur l'insistance de son père. Son père se résigne aux souhaits de son fils.
À son retour à Paris, Webster s'inscrit à l'Académie Julian, où il rejoint l'atelier de Jean-Paul Laurens, professeur à l'École nationale supérieure des beaux-arts de Paris. C'est là que Webster rencontre Donald Shaw MacLaughlan, un artiste canadien déjà bien établi sur la scène artistique parisienne. MacLaughlan est un graveur expérimenté, ainsi qu'un enseignant, et c'est lui qui, le premier, enseigne à Webster le métier de la gravure. On raconte que Webster s'est intéressé pour la première fois à la gravure après avoir consulté un portfolio d'estampes réalisées par l'artiste français Charles Meryon, à la Bibliothèque nationale de France. Webster suit les cours d'Eugène Béjot, le graveur français dont les vues de Paris et de la Seine représentent parfaitement l'esprit dynamique de Paris à la Belle Époque.
Les premières gravures de Webster consistent en de petites études pastorales réalisées dans et autour du village de Grez dans la forêt de Fontainebleau à l'extérieur de Paris. En 1905, Webster soumet trois de ces gravures au Salon de la Société Nationale des Beaux Arts. Ils sont acceptés et il est remarqué comme un talent émergent. Il part en Italie, en Espagne et en France, accompagné de Donald Shaw MacLaughlan. Ensemble, ils réalisent de nombreux croquis dont beaucoup inspireront leurs travaux ultérieurs. À son retour à Paris, Webster s'installe dans un atelier rue de Furstemberg. Sa réputation croît rapidement avec la publication d'estampes et, en 1907, Webster est nommé associé de la Royal Society of Painter-Printmakers de Londres, ainsi que membre de la Société nationale des beaux-arts et de l'Académie américaine des beaux-arts. En 1915, Webster reçoit la médaille d'or à l'Exposition Panama-Pacifique de San Francisco.
En 1910, Webster visite New York, où il est impressionné par les gratte-ciels, un type de bâtiment inconnu en Europe. Il reste assez longtemps pour réaliser une série de dessins qui capturent la forme et la structure de la ville, et organise une représentation avec l'éditeur et marchand new-yorkais Frederick Keppel.
En 1914, Webster s'enrôle dans le corps d'ambulance américain pour soutenir les forces alliées pendant la Première Guerre mondiale et sert jusqu'en 1917, lorsqu'il est exposé au gaz moutarde. Sa vue est gravement altérée, l'obligeant à abandonner le travail minutieux de la gravure au profit de l'aquarelle pendant près de dix ans. Ironiquement, ses aquarelles de cette période, et notamment celles réalisées lors de ses voyages à Venise, sont parmi les plus belles jamais réalisées et rivalisent avec celles de John Singer Sargent par leur fluidité évocatrice et leur économie de moyens. Sa technique est celle des Beaux-Arts orthodoxes, utilisant des couches transparentes d'encre sépia ou de peinture colorée pour suggérer plutôt que représenter une scène, et on ne peut s'empêcher de rappeler les études de fresques à la plume et au pinceau de Tiepolo.
Webster meurt le 9 mars 1970.
En 1974, ses papiers personnels, correspondance et gravures successorales sont déposés dans les Archives of American Art, à la Smithsonian Institution par son épouse, Moune GH Webster, dans le cadre d'une exposition commémorative de son travail organisée par la Collection nationale de Beaux-Arts, et sont conservés comme archives.

## Distinctions
Pour son service rendu à la nation française, Webster reçoit la croix de guerre 1914-1918 et est nommé chevalier dans l'ordre national de la Légion d'honneur en 1926 puis officier en 1956.

## Pour approfondir

#### Bases de données, dictionnaires et encyclopédies
- Ressources relatives aux beaux-arts :   - AGORHA
  - Art Institute of Chicago
  - Artists of the World Online
  - Bénézit
  - Musée d'art Nelson-Atkins
  - Musée d'Orsay
  - National Gallery of Art
  - RKDartists
  - Smithsonian American Art Museum
  - Union List of Artist Names
- Notices d'autorité :   - VIAF
  - ISNI
  - BnF (données)
  - LCCN
  - GND
  - WorldCat

#### Autres liens
- (en) « Americans in Paris », sur adventuresintheprinttrade.blogspot.com, Blogspot, 2009 (consulté le 11 juillet 2024).
- (en) « Herman Armour Webster » [archive du 18 août 2010], sur ifpda.org, International Fine Print Dealers Association (consulté le 27 septembre 2014).
- (en) « Œuvres de Herman Armour Webster », sur harvardartmuseums.org, Musées d'Art de Harvard (consulté le 11 juillet 2024).
- (en) « Herman A. Webster, by Martin Hardie », Libraries and Archives, sur brooklynmuseum.org, Brooklyn Museum (consulté le 11 juillet 2024).
- (en) « Œuvres de Herman Armour Webster », sur brooklynmuseum.org, Brooklyn Museum (consulté le 11 juillet 2024).
- (en) « Œuvres de Herman Armour Webster », sur loc.gov, Bibliothèque du Congrès (consulté le 11 juillet 2024).
- (en) « Documents sur Herman Armour Webster », Smithsonian Online Virtual Archives, sur sova.si.edu, Smithsonian Institution (consulté le 11 juillet 2024).